# Rhynchotus maculicollis
Il tinamo di Huayco (Rhynchotus maculicollis (G.R.Gray, 1867)) è un uccello  della famiglia Tinamidae.

## Distribuzione e habitat
Vive nella regione andina, in un'area estesa dalla Bolivia nord-occidentale all'Argentina nord-occidentale.